# Сельское поселение Тарасовское (Московская область)
Се́льское поселе́ние Тара́совское — упразднённое муниципальное образование (сельское поселение) в составе Пушкинского муниципального района Московской области.
Административным центром было село Тарасовка.
Площадь территории — 13,01 км².

## История
Образовано 1 января 2006 года. 6 мая 2019 года все городские и сельские поселения Пушкинского муниципального района упразднены и объединены в новое единое муниципальное образование — Пушкинский городской округ.

## Население
| 2006  | 2007  | 2008  | 2009  | 2010  | 2011  |
| ----- | ----- | ----- | ----- | ----- | ----- |
| 8616  | ↘8480 | ↘8460 | ↗8482 | ↗9288 | ↗9326 |
| 2012  | 2013  | 2014  | 2015  | 2016  | 2017  |
| →9326 | ↗9328 | ↘9249 | ↘9211 | ↘8966 | ↘8838 |
| 2018  | 2019  |       |       |       |       |
| ↘8713 | ↗8757 |       |       |       |       |

## Состав сельского поселения

Старый герб сельского поселения Тарасовское

В состав сельского поселения входят 3 населённых пункта: 1 село и 2 посёлка.
| № | Населённый пункт | Тип населённого пункта       | Население |
| - | ---------------- | ---------------------------- | --------- |
| 1 | Лесные Поляны    | посёлок                      | ↗4053     |
| 2 | Тарасовка        | село, административный центр | ↗2807     |
| 3 | Челюскинский     | посёлок                      | ↘2428     |

## Комментарии
1. ↑  Согласно Постановлению Губернатора МО от 24.05.2003 № 120-ПГ Архивная копия от 4 марта 2016 на Wayback Machine в состав деревни включён посёлок Любимовка.